# Skarbka
Skarbka – dawna wieś w Polsce, położona w województwie świętokrzyskim, w powiecie ostrowieckim, w gminie Bałtów.
Nazwę wsi zniesiono z 2023 r., a z jej części utworzono wsie Bidzińszczyzna, Skarbka Dolna, Skarbka Górna.
Leżała przy DW754.
| SIMC    | Nazwa          | Rodzaj                       |
| ------- | -------------- | ---------------------------- |
| 0226537 | Bidzińszczyzna | część wsi (zmieniona w wieś) |
| 0226543 | Kopanina       | przysiółek (nazwa zniesiona) |
| 0226550 | Skarbka Dolna  | część wsi (zmieniona w wieś) |
| 0226566 | Skarbka Górna  | część wsi (zmieniona w wieś) |
| 1018545 | Trzciany Dół   | część wsi (nazwa zniesiona)  |

Do 1954 roku siedziba gminy Pętkowice (pod okupacją gminy Skarbka). W latach 1975–1998 miejscowość administracyjnie należała do województwa kieleckiego.
Wierni Kościoła rzymskokatolickiego należą do parafii Matki Bożej Bolesnej w Bałtowie.